# William R. Pearl
William R. Perl (ur. 1906 w Pradze, zm. 29 grudnia 1998 w Beltsville) – austriacko-amerykański prawnik żydowskiego pochodzenia.
Urodził się w Pradze w rodzinie kupca. Ukończył prawo na uniwersytecie wiedeńskim. W 1937 roku zaczął organizować wyjazdy Żydów z Europy do Palestyny. Kontynuował te działania także po zajęciu Austrii przez nazistów i wybuchu wojny, później oceniał, że była to liczba 40 tysięcy ludzi.
W 1940 roku został aresztowany w Grecji, jednak udało mu się uciec z pociągu wiozącego go do Berlina. Uciekł do Portugalii a następnie Mozambiku, gdzie w 1941 roku dostał wizę do USA.
W Stanach wstąpił do armii, zostając porucznikiem wywiadu. Pod koniec wojny w Europie był główną osobą przesłuchującą żołnierzy LSAH zaangażowanych w masakrę 72 amerykańskich jeńców w Malmedy i głównym oskarżycielem. Był krytykowany za metody przesłuchań obejmujące wywieranie presji na więźniów i pobicia w czasie przesłuchań.
Po wojnie obronił pracę doktorską z zakresu psychologii klinicznej na Columbia University, następnie służył w armii w Monachium. Na wojskową emeryturę przeszedł w 1958 roku i został psychologiem w Waszyngtonie. 
Lore, jego żona, przeszła wkrótce po ślubie w 1938 roku z katolicyzmu na judaizm. Z tego powodu w latach 1942–1944 przebywała w obozie koncentracyjnym.